# Ботанический сад (Амстердам)
Амстердамский ботанический сад, или Ортус Ботаникус (лат. Hortus Botanicus «ботаническая местность») — ботанический сад в Амстердаме, Нидерланды. Один из старейших в мире, туристическая достопримечательность.
Расположен в престижном районе Плантаге (Plantage).
Амстердамский ботанический сад был основан в 1638 году и служил травяным садом для врачей и аптекарей. Он постоянно расширялся и в 1877 году перешёл в собственность Амстердамского университета. В 1987 году, когда университет перестал оплачивать свои расходы, сад был на грани банкротства, но многочисленные сторонники предотвратили его закрытие. Теперь Ортус Ботаникус поддерживается и амстердамским городским советом.
Ботанический сад сейчас является одной из достопримечательностей голландской столицы. Его коллекция славится многочисленными видами деревьев и растений, некоторые из которых находятся в опасности. Эта коллекция пополнялась с XVII века растениями и семенами, привезёнными торговцами Ост-Индской компании. Она использовалась в качестве лекарственных средств и часто служила сырьём для будущей торговли. Так, одно кофейное дерево, (кофе аравийский), из коллекции сада стало прародителем культур кофе в Центральной и Южной Америке.
Кроме того, две небольшие масличные пальмы, привезённые Ост-Индской компанией с острова Маврикий, произвели семена, которые были распространены по всей Юго-Восточной Азии, став основным источником доходов Голландской Ост-Индской компании и в настоящее время — Индонезии.
В 1885—1918 годах директором сада был известный учёный-биолог Хуго де Фриза.
К последним дополнениям к саду относятся огромные теплицы с тремя различными условиями тропического климата.